# Crkveni Toci
Crkveni Toci (em cirílico: Црквени Тоци) é uma vila da Sérvia localizada no município de Prijepolje, pertencente ao distrito de Zlatibor. A sua população era de 47 habitantes segundo o censo de 2011.

## Demografia
| 1948 | 1953 | 1961 | 1971 | 1981 | 1991 | 2002 | 2011 |
| ---- | ---- | ---- | ---- | ---- | ---- | ---- | ---- |
| 397  | 428  | 418  | 384  | 293  | 151  | 78   | 47   |